# 长结织叶蚁
长结织叶蚁（学名：Oecophylla longinoda）又称非洲红树蚁，是一种树栖蚂蚁，生活在非洲热带森林地区。长结织叶蚁是织叶蚁属中现存的两个物种之一，其之二则是黄猄蚁 。它们在树上的叶子中筑巢，用幼虫吐出的丝将树叶粘在一起，形成一个树叶巢穴。

## 特性
工蚁体长6mm，鞭结加上柄结总共有十二节，第一节的长度超过第二节和第三节的长度之和。唇基位于头部前部，大而凸出，悬于口器外缘。上颚有很长的三角形牙齿，当蚂蚁休息时，这些牙齿会相互交叉。这种蚂蚁的颜色从橙棕色到深棕色不等；胸部覆盖着细小的毛，腹部覆盖着短而直立的毛发。腹部末端有产生信息素的腺体。这种蚂蚁的脚上有强力的爪钩，可以让它们在筑巢的时候牢牢地钩住树叶表面。 

## 分布地区
长结织叶蚁广泛分布于非洲南部的热带森林。它们生活在树冠高处，大型群落可以占据整棵树的树冠，甚至蔓延到其他树上。 

## 生命周期
婚飞之后，新交配的蚁后会在树冠偏僻的地方建立蚁群。首先，新生蚁后会亲自照顾第一批幼虫，将自己胸部里的营养组织融化并吐出来喂养幼虫，而不会出去觅食。在此期间，她的体重可能会减轻60%。从卵到成虫的整个过程大约需要三十天。待工蚁羽化后，工蚁会接替除了产卵以外巢穴内外所有的工作，包括觅食和照顾幼虫和蚁后，而蚁后则只负责产卵，每天大约会产下数百枚卵。 

## 生态
长结织叶蚁的群落由大量的蚁巢组成，它们可以在蚁巢之间随意移动。巢是用快要化蛹的幼虫所产生的丝组成的，它们会将树叶粘连在一起，形成多个树叶包。蚁后栖息在其中一个蚁巢中，而其他蚁巢则供工蚁居住和照顾幼蚁。蚂蚁在树梢上占据着一个领地，它们会积极地驱逐同类或其他物种的蚂蚁，并且通常会在与另一个蚁群领地相邻的地方形成一个“无蚂蚁地带”。它们是贪婪的捕食者，在地面和树上搜寻昆虫和其他节肢动物，并相互合作捕食大型猎物。它们还以介壳虫分泌的蜜露为食，并饲养成群的介壳虫。
长结织叶蚁是椰子象鼻虫（ Pseudotheraptus wayi ）的天敌，椰子象鼻虫已造成坦桑尼亚高达 67％ 的椰子作物损失。长结织叶蚁与生活在椰子树中的其他种类的蚂蚁竞争，有时会被地面上的广大头蚁所取代。然而，长结织叶蚁作为生物害虫防治剂要有效得多，使用诱饵可以选择性地控制广大头蚁，从而使长结织叶蚁得以繁殖并控制椰子虫。

## 下属亚种或变种
本物种包括以下亚种或变种：
- Oecophylla longinoda annectens Wheeler, W.M., 1922
- Oecophylla longinoda claridens Santschi, 1928
- 黑褐织叶蚁 Oecophylla longinoda fusca Emery, 1899
- 红头织叶蚁 Oecophylla longinoda rubriceps Wheeler, W.M., 1922
- Oecophylla longinoda rufescens Santschi, 1928
- Oecophylla longinoda taeniata Santschi, 1928
- Oecophylla longinoda textor Wheeler, W.M., 1922